# Nàquera
Nàquera en valencien et Náquera en espagnol (officiellement Nàquera/Náquera depuis le 3 août 2018), est une commune d'Espagne de la province de Valence dans la Communauté valencienne. Elle est située dans la comarque du Camp de Túria et dans la zone à prédominance linguistique valencienne.

## Géographie

Localisation de Nàquera
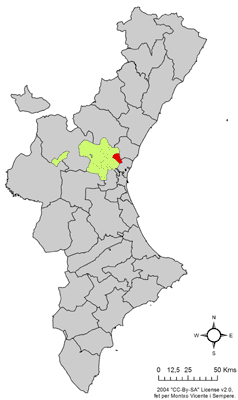
dans la Communauté valencienne.
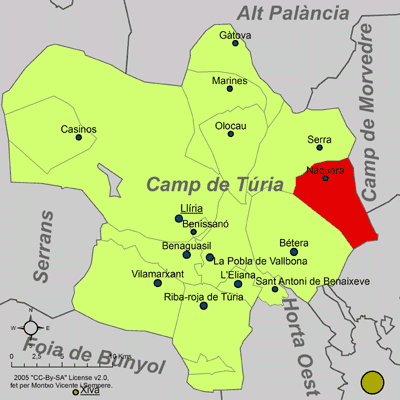
dans la comarque du Camp de Túria.

### Localités limitrophes
Le territoire communal de Nàquera est voisin de celui des communes suivantes :
Albalat dels Tarongers, Bétera, Moncada, Museros, El Puig de Santa Maria, Rafelbunyol, Sagonte, Segart et Serra, toutes situées dans la province de Valence.

## Démographie
| 1990  | 1992  | 1994  | 1996  | 1998  | 2000  | 2002  | 2004  | 2005  | 2006  |
| ----- | ----- | ----- | ----- | ----- | ----- | ----- | ----- | ----- | ----- |
| 1.738 | 1.511 | 1.820 | 2.075 | 2.377 | 2.783 | 3.141 | 3.770 | 4.143 | 4.918 |

## Administration
Liste des maires, depuis les premières élections démocratiques.
| Législature | Nom du Maire                  | Parti politique |
| ----------- | ----------------------------- | --------------- |
| 1979-1983   | Eduardo Pérez Ibáñez          | AP              |
| 1983-1987   | Eduardo Pérez Ibáñez          | AP              |
| 1987-1991   | Ernesto Pérez Navarro         | PP              |
| 1991-1995   | Salvador Pérez Navarro        | PP              |
| 1995-1999   | Juan Bautista Martínez Cotino | UV              |
| 1999-2003   | Salvador Pérez Navarro        | PP              |
| 2003-2007   | Ricky Arnal Pavía             | PP              |
| 2007-2011   | Ricky Arnal Pavía             | PP              |
| 2011-2015   | Damian Ibañez Navarro         | UPdN            |
| 2015-2019   | Damian Ibañez Navarro         | UPdN            |
| 2019-2023   | Damian Ibañez Navarro         | UPdN            |
| 2023-2027   | Iván Expósito                 | Vox             |

### Sources
- (es) Cet article est partiellement ou en totalité issu de l’article de Wikipédia en espagnol intitulé « Náquera » (voir la liste des auteurs).